# Siniša Vukonić
Siniša Vukonić (* 4. Oktober 1971 in Rijeka) ist ein ehemaliger kroatischer Skilangläufer. 

## Werdegang
Vukonić trat international erstmals bei den Olympischen Winterspielen 1992 in Albertville in Erscheinung. Dort belegte er den 75. Platz über 10 km klassisch, den 69. Rang in der Verfolgung und den 60. Platz über 50 km Freistil. Bei den Olympischen Winterspielen 1994 in Lillehammer lief er auf den 56. Platz über 10 km klassisch, auf den 54. Rang über 50 km klassisch und jeweils auf den 44. Platz in der Verfolgung sowie über 30 km Freistil. In den folgenden Jahren bis zu seinen Karriereende im Jahr 2000 nahm er vorwiegend am Continental-Cup teil. Seine beste Platzierung dabei war der 19. Platz über 15 km klassisch im Januar 1994 in Ramsau am Dachstein.